# Draa Essamar
Pour les articles homonymes, voir Lodi (homonymie).
Draa Essamar ou Draâ Essamar ou encore Draa-Esmar, anciennement Lodi durant la colonisation, est une commune de la wilaya de Médéa en Algérie.

## Géographie
La commune de Draa Essamar est située dans le tell central algérien dans l atlas tellien dans le nord ouest de l'Atlas blidéen a environ 70 km au sud-ouest d'Alger et a 4 km a l ouest de Médéa et a environ 32 km au sud-ouest de Blida et à 24 km au nord de Berrouaghia et à 71 km a l'est d Aïn Defla et à 68 km au sud-est de Tipaza, en zone montagneuse, à 806 m d'altitude. Le monastère de Tibhirine est situé à peu de distance de là, de l'autre côté du Djebel Nador, relief sur lequel Duvivier en 1840 avait fait installer le premier élément du télégraphe optique à 1 119 m d'altitude sur le kef el Azri.
|             | Tamesguida   |       |
| Oued Harbil | Draa Essamar | Médéa |
|             | Tizi Mahdi   |       |

## Histoire
Le village de Draa Essamar a été créé durant la colonisation le 2 décembre 1848 dans le cadre des "colonies agricoles de 1848" par des colons acheminés depuis Paris Bercy par le 8e convoi du 5 novembre 1848. C'est en 1850 qu'il est baptisé Lodi.
Durant la guerre d'Algérie le « camp de Lodi » a servi de lieu de détention pour les pieds-noirs favorables à l’indépendance .

## Toponymie
Draâ Essamar signifie la « Colline-des-Joncs » en langue arabe.
La commune a porté le nom de Lodi à l’époque française. Ce nom perpétuait le souvenir de la bataille du pont de Lodi de 1796, victoire des Français sur les coalisés qui permit au général Napoléon Bonaparte de s’emparer de Milan lors de la campagne d’Italie.

## Économie
Du fait de sa proximité avec la ville de Médéa et bien que située en zone rurale, il a été créé en 1984 une zone regroupant un certain nombre d'unités industrielles, au nombre de sept actuellement[Quand ?].